# El judío Süß (película de 1940)
El judío Süß (título original en alemán: Jud Süß) es una película alemana de Veit Harlan de 1940 creada por encargo del Ministerio de Propaganda nazi de Joseph Goebbels. La cinta narra la vida de Joseph Süß Oppenheimer (1698–1738), consejero de origen judío del decimoprimer duque Carlos Alejandro de Wurtemberg. Se basa parcialmente en la novela homónima (1925) de Lion Feuchtwanger y la novela corta escrita en 1827 por Wilhelm Hauff. Ni la película ni ninguna de las dos obras es fiel a la biografía de Oppenheimer, de la cual existen numerosas referencias en la Biblioteca Estatal de Baden-Wurtemberg.[cita requerida] La película muestra a los judíos desde una óptica antisemita, representándolos como seres físicamente poco agraciados, manipuladores, materialistas, inmorales y taimados. El mejor ejemplo de esto son los dos papeles interpretados por Werner Krauß, el rabino Loew y el secretario Levy.
Los extras judíos fueron reclutados en Praga y obligados a participar en el rodaje. El judío Süß es, junto a El judío eterno y Die Rothschilds (ambas también de 1940), los mayores exponentes del cine de propaganda antisemita producido durante el Tercer Reich.

## Trama
El protagonista del filme es Joseph Süß Oppenheimer, un funcionario de Hacienda judío nacido probablemente en 1698 en Heidelberg y ejecutado en 1738 en Stuttgart. 
La cinta comienza con la coronación del duque de Württemberg Carlos Alejandro, mandatario querido por su pueblo y que jura defender las leyes del ducado. Carlos Alejandro manda a un enviado a Fráncfort para pedir un préstamo a Süß Oppenheimer para comprar joyas a la duquesa como regalo de coronación. Oppenheimer, que en la película tiene rasgos evidentemente mefistofélicos, consigue mediante sucesivos préstamos hacerse con el favor del duque, al que también procura compañía femenina a espaldas de la duquesa. Posteriormente, le obliga a pagarle tomando decisiones desleales hacia su pueblo y las Cortes: primero le convence de que le deje entrar en el ducado (cuyas leyes raciales, curiosamente similares a las de los nazis, prohíben la entrada a judíos); más tarde consigue derecho de peaje en las calles de la ciudad, lo que encarece los precios y sume en la ruina al pueblo de Württemberg; finalmente, le convence de que le dé autoridad para tomar decisiones en su nombre. El duque termina permitiendo la entrada de todos los judíos en su territorio y enfrentándose a las Cortes.
De forma paralela, Oppenheimer intenta constantemente seducir a Dorothea, una joven "aria" casada con uno de los detractores del duque. Al final, Süß termina violándola mientras varios hombres bajo sus órdenes torturan al marido. La muchacha termina suicidándose y estalla una revolución en el ducado.
Tras la repentina muerte del duque, Oppenheimer es detenido y condenado a muerte por violar las leyes de pureza racial, que, nuevamente, al igual que en la Alemania nazi, prohíben a un judío mantener relaciones sexuales con una cristiana. Al final del metraje, el judío Süß aparece en el cadalso suplicando por su vida. El ministro Goebbels insistió en este final para despojar de toda dignidad y heroicidad la figura del judío, pero existe otro montaje alternativo en el que el sentenciado encara estoicamente su destino.